# Without Love (película)
Sin amor (título original:Without Love) es una película de comedia romántica estadounidense de 1945 dirigida por Harold S. Bucquet y protagonizada por Spencer Tracy, Katharine Hepburn y Lucille Ball. Basado en una obra de 1942 de Philip Barry, el guion de la película fue escrito por Donald Ogden Stewart.

## Sinopsis
La viuda solitaria Jamie Rowan (Katharine Hepburn) ayuda al esfuerzo de guerra al casarse con un científico de investigación militar, Patrick Jamieson (Spencer Tracy), quien instaló su laboratorio en su casa en Washington D. C. Patrick ha tenido todo el peor amor y Jamie, todo lo mejor. Ambos creen que un matrimonio podría ser un éxito sin amor, ya que reduce las posibilidades de celos y disputas y todas las demás desventajas matrimoniales. Pero a medida que avanza la película, sucede lo inevitable cuando comienzan a enamorarse.

## Reparto
- Spencer Tracy como Patrick Jamieson.
- Katharine Hepburn como Jamie Rowan.
- Lucille Ball como Kitty Trimble.
- Keenan Wynn como Quentin Ladd.
- Carl Esmond como Paul Carrell.
- Patricia Morison como Edwina Collins.
- Felix Bressart como el Profesor Ginza.

## Taquilla
Según los registros de MGM, la película ganó $ 2,702,000 en los EE. UU. Y Canadá y $ 1,082,000 en otros lugares, lo que resultó en una ganancia de $ 619,000.